# Марчук Анатолій Андрійович
Анатолій Андрійович Марчук (1911, село Долинівка, тепер Гайворонського району Кіровоградської області — ?) — український радянський діяч, голова виконкому Джулинської районної ради, 1-й секретар Плисківського райкому КПУ Вінницької області. Депутат Верховної Ради УРСР 3—4-го скликань.

## Біографія
Народився в багатодітній родині селянина-бідняка. Трудову діяльність розпочав у восьмирічному віці пастухом у заможних селян. Після закінчення сільської школи працював у господарстві батьків. Потім закінчив Уманський агротехнікум, вступив до комсомолу.
У 1930 році одним із перших у селі Долинівці вступив до колгоспу. Потім працював головою колгоспів «Ударник» та імені Сталіна (села Шляхова) в Джулинському районі Вінницької області. Брав участь у Всесоюзній нараді передовиків сільського господарства.
У 1937—1939 роках — секретар Джулинського районного комітету ЛКСМУ.
Член ВКП(б) з 1938 року.
У 1939—1941 роках — завідувач Джулинського районного відділу сільського господарства Вінницької області.
З липня 1941 року служив у Червоній армії на військово-політичній роботі, учасник німецько-радянської війни. У 1941—1942 роках — військовий комісар армійської артилерійської ремонтної майстерні № 1 12-ї армії Південного фронту. З 1943 року — начальник сховища польового армійського артилерійського складу № 1384 18-ї армії Північно-Кавказького фронту, заступник начальника польового армійського артилерійського складу № 3196 18-ї армії 4-го Українського фронту, заступник із політичної частини начальника 241-ї армійської артилерійської ремонтної майстерні 18-ї армії.
Після демобілізації, у 1946—1948 роках — уповноважений Міністерства заготівель СРСР по Джулинському районі Вінницької області.
У 1948—1954 роках — голова виконавчого комітету Джулинської районної ради депутатіів трудящих Вінницької області.
У грудні 1954—1956 роках — 1-й секретар Плисківського районного комітету КПУ Вінницької області.

## Звання
- політрук
- капітан
- майор

## Нагороди
- орден Вітчизняної війни ІІ ст. (14.08.1944)
- орден Червоної Зірки (24.10.1943)
- ордени
- медаль «За бойові заслуги» (23.02.1942)
- медаль «За оборону Кавказу» (10.05.1945)
- медалі